# IC 1992
IC 1992 је ознака објекта на координатама са ректансцензијом 3h 45m 8,0s и деклинацијом - 51° 0" 18'. Открио га је Делајл Стјуарт, 14. октобра 1898. Каснијим посматрањима на том положају није уочен никакав астрономски објекат.